# XIIIe législature de l'Assemblée de Madrid
La XIIIe législature de l'Assemblée de Madrid est un cycle parlementaire de l'Assemblée de Madrid, d'une durée initiale de quatre ans, ouvert le 13 juin 2023 à la suite des élections du 28 mai 2023.

## Historique
La XIIIe législature s'ouvre le 13 juin 2023 sous la présidence de Mariano Calabuig Martínez, de Vox, doyen de l'Assemblée, qui fait procéder à l'élection du président. Enrique Ossorio, député du Parti populaire (PP), est élu par 70 voix contre 27 pour Esther Rodríguez, de Más Madrid, 11 pour Ignacio Arias, de Vox, et 27 votes blancs.

## Bureau
Le bureau de l'Assemblée de Madrid rassemble le président, trois vice-présidents et trois secrétaires. Le président est élu à la majorité absolue des députés au premier tour, à la majorité simple au second entre les deux candidats ayant recueilli le plus grand nombre de suffrages lors du premier vote. Les vice-présidents sont élus à la majorité simple lors d'un même vote : les trois candidats qui obtiennent le plus grand nombre de voix sont proclamés élus. Les secrétaires sont élus à la majorité simple lors de deux votes distincts : lors du premier vote, les deux candidats qui obtiennent le plus grand nombre de voix sont proclamés élus premier et deuxième secrétaires ; tandis que lors du second vote, le candidat qui obtient le plus grand nombre de voix est proclamé élu troisième secrétaire.
| Poste                    | Titulaire          | Parti | Parti  |
| ------------------------ | ------------------ | ----- | ------ |
| Président                | Enrique Ossorio    |       | PPCM   |
| Première vice-présidente | Ana Millán         |       | PPCM   |
| Deuxième vice-présidente | Esther Rodríguez   |       | MM     |
| Troisième vice-président | Diego Cruz         |       | PSOE-M |
| Premier secrétaire       | Francisco Galeote  |       | PPCM   |
| Deuxième secrétaire      | José Ignacio Arias |       | Vox    |
| Troisième secrétaire     | Susana Pérez       |       | PPCM   |

## Groupes parlementaires
Le règlement de l'Assemblée de Madrid dispose que les députés issus d'une même candidature ont le droit de former un groupe parlementaire, à condition qu'il compte au moins 5 membres. Les députés appartenant à un même parti ne peuvent former de groupes parlementaires séparés. Les députés ne peuvent intégrer que le groupe parlementaire du parti politique pour lequel ils ont concouru aux élections. Une fois le délai de constitution des groupes achevé, les députés qui ne sont pas membres d'un groupe parlementaire intègrent le groupe mixte. Si, au cours de la législature, l'effectif d'un groupe devient inférieur à la moitié du seuil requis pour sa création, celui-ci est alors dissous et ses membres intègrent le groupe mixte.
| Nom | Nom           | Début | Fin | Porte-parole                                                   |
| --- | ------------- | ----- | --- | -------------------------------------------------------------- |
|     | Populaire     | 70    |     | Carlos Díaz-Pache                                              |
|     | Más Madrid    | 27    |     | Mónica García Manuela Bergerot (21/11/2023)                    |
|     | Socialiste    | 27    |     | Juan Lobato Jesús Celada (29/11/2024) Mar Espinar (03/02/2025) |
|     | Vox en Madrid | 11    |     | Rocío Monasterio Isabel Pérez Moñino-Aranda (10/10/2024)       |

## Commissions parlementaires
| Commission                                                               | Président                          | Parti  | Parti |
| ------------------------------------------------------------------------ | ---------------------------------- | ------ | ----- |
| Commissions permanentes législatives                                     |                                    |        |       |
| Commission de la Présidence, de la Justice et de l'Administration locale | Yolanda Ibarrola                   | PPCM   |       |
| Commission de l'Éducation, de la Science et de l'Enseignement supérieur  | Mirina Cortés                      | PPCM   |       |
| Commission du Logement, des Transports et des Infrastructures            | Daniel Portero                     | PPCM   |       |
| Commission des Budgets et des Finances                                   | Agustín Vinagre                    | PSOE-M |       |
| Commission de l'Économie et de l'Emploi                                  | Mercedes Zarzalejo                 | PPCM   |       |
| Commission de la Famille et des Affaires sociales                        | Miguel Ángel Rumayor               | PPCM   |       |
| Commission de la Numérisation                                            | Gustavo Eustache                   | PPCM   |       |
| Commission de la Santé                                                   | Alma Ezcurra                       | PPCM   |       |
| Commission de l'Environnement, de l'Agriculture et de l'Intérieur        | Tomás Burgos                       | PPCM   |       |
| Commission du Tourisme et du Sport                                       | Sandra Samboal                     | PPCM   |       |
| Commission du Tourisme et du Sport                                       | Enrique Serrano (25/09/2023)       | PPCM   |       |
| Commission de la Culture                                                 | Nikolay Yordanov                   | PPCM   |       |
| Commission de la Femme                                                   | Elisa Vigil                        | PPCM   |       |
| Commission de la Femme                                                   | Imnaculada Pérez (10/11/2023)      | PPCM   |       |
| Commission de la Jeunesse                                                | Raúl Martín                        | PPCM   |       |
| Commission des politiques d'intégration du handicap                      | Marimar Blanco                     | PPCM   |       |
| Commission des politiques d'intégration du handicap                      | Enrique Ruiz Escudero (16/10/2023) | PPCM   |       |
| Commissions permanentes non-législatives                                 |                                    |        |       |
| Commission du Statut d'autonomie, du Règlement et du Statut du député    | Javier Fernández-Lasquetty         | PPCM   |       |
| Commission du Statut d'autonomie, du Règlement et du Statut du député    | Alfonso Serrano (07/11/2023)       | PPCM   |       |
| Commission de vigilance des contrats publics                             | Ana Cuartero                       | Vox    |       |
| Commission de Radiotélévision Madrid                                     | Jorge García                       | PPCM   |       |
| Commission de Radiotélévision Madrid                                     | Ángel Alonso (07/11/2023)          | PPCM   |       |
| Commission de la Participation                                           | Alfonso Serrano                    | PPCM   |       |
| Commission de la Participation                                           | Paloma Martín (10/11/2023)         | PPCM   |       |

## Gouvernement et opposition
| Candidat               | Date                                    | Vote       |    |    |      |     | Résultat |
| Candidat               | Date                                    | Vote       | PP | MM | PSOE | Vox | Résultat |
| Isabel Díaz Ayuso (PP) | 22 juin 2023 (majorité absolue requise) | Oui        | 70 |    |      |     | 70 / 135 |
| Isabel Díaz Ayuso (PP) | 22 juin 2023 (majorité absolue requise) | Non        |    | 27 | 27   |     | 54 / 135 |
| Isabel Díaz Ayuso (PP) | 22 juin 2023 (majorité absolue requise) | Abstention |    |    |      | 10  | 10 / 135 |
| Isabel Díaz Ayuso (PP) | 22 juin 2023 (majorité absolue requise) | Absent     |    |    |      | 1   | 1 / 135  |

## Désignations

### Sénateurs
| Parti | Parti                                    | Sénateurs désignés           | Voix |
| ----- | ---------------------------------------- | ---------------------------- | ---- |
| PP    |                                          | María del Mar Blanco Garrido | 131  |
| PP    | Míriam Bravo Sánchez                     |                              | 131  |
| PP    | Yolanda Ibarrola de la Fuente            |                              | 131  |
| PP    | Enrique Ruiz Escudero                    |                              | 131  |
| PP    | Alfonso Carlos Serrano Sánchez-Capuchino |                              | 131  |
| MM    |                                          | Carla Delgado Gómez          | 131  |
| PSOE  |                                          | Juan Lobato Gandarias        | 131  |

- Désignation : 13 juillet 2023.